# 齿片坡参
齿片坡参（学名：Habenaria rostellifera）为兰科玉凤花属下的一个种。

## 扩展阅读
- 維基物種上的相關：齿片坡参